# Potosí (departamento)
Potosí é um departamento da Bolívia, sua capital é a cidade de Potosí.
Potosí situa-se no extremo sudoeste da Bolívia, limitando-se ao sul com a Argentina, ao oeste com o Chile, ao leste com os Departamentos bolivianos de Tarija e Chuquisaca, e ao norte com o departamento de Oruro.

## Províncias
Potosí está dividido em 16 províncias:
|  | - Alonzo de Ibáñez - Antonio Quijarro - Bernardino Bilbao - Charcas - Chayanta - Cornelio Saavedra - Daniel Campos - Enrique Baldivieso - José María Linares - Modesto Omiste - Nor Chichas - Nor Lípez - Rafael Bustillo - Sud Chichas - Sud Lípez - Tomás Frías |

A capital de Potosí, cujo nome também é Potosí, está situada a 4 000 (quatro mil) metros de altitude acima do mar, e possui o segundo estádio mais elevado do mundo, e é famoso pelo sofrimento causado aos atletas visitantes de potosí, desacostumados à desumana altitude da cidade.